# Tortel dols di Colorno
Il tortél dóls (dialetto parmigiano) è un piatto tipico della tradizione culinaria della bassa parmense ed in particolare del comprensorio dei comuni della bassa est, ossia tra Colorno, Mezzani, Sissa, Torrile e Trecasali.

## Origini
La tradizione vuole che la nascita del tortél dóls risalga all'incirca all'epoca della duchessa Maria Luigia d'Austria. Si narra infatti, che in occasione di particolari ricorrenze la duchessa era solita offrire ai barcaioli di Sacca di Colorno (sabien) un primo piatto di tortelli dal ripieno agrodolce. Per questa sua particolarità fu chiamato così tortél dóls.

## Usanza
Questo piatto è stato tramandato di famiglia in famiglia e oggi l'usanza vuole che venga preparato nel periodo invernale, specialmente in occasione della Vigilia di Natale, l'ultimo giorno dell'anno e la vigilia (cavdon) della festa di Sant'Antònni dal Gozén (16 gennaio).
A ottobre, nel secondo fine settimana viene di solito organizzato a Colorno il Gran Galà del tortél dóls, un evento culturale e gastronomico organizzato dalla Confraternita del tortél dóls e dedicato alla degustazione di questo tradizionale primo piatto.

## Ingredienti
Il ripieno è formato da pan grattato, vino cotto (ricavato facendo bollire lentamente per 24 ore il mosto d'uva affinché di tre parti ne rimanga 1) e mostarda. In alcune varianti è possibile trovare anche confettura di susine, aggiunta per rendere il ripieno un po' meno dolce. A questi ingredienti poi ogni "rezdóra" (la massaia-governante-cuoca che in passato amministrava con le risorse alimentari di casa) può aggiungerne anche altri personali.
Il condimento è in bianco, burro fuso e formaggio Parmigiano-Reggiano a volontà. 

### Mostarda
La mostarda deve essere rigorosamente preparata in casa ed è costituita da:
- pere nobili
- zucca da mostarda (cocomero bianco)
- mele cotogne
- limoni tagliati a fette
- zucchero
- senape in grani